# Memory (film 2022)
Memory è un film del 2022 diretto da Martin Campbell.
È il remake americano del film belga De Zaak Alzheimer, diretto da Erik Van Looy e a sua volta tratto dal romanzo omonimo di Jef Geeraerts.

## Trama
Alex è un sicario affetto da Alzheimer che, rifiutatosi di eseguire un lavoro per conto di un'organizzazione criminale, diventerà bersaglio della stessa organizzazione, dell'FBI e dei servizi segreti messicani, che seguiranno le sue tracce attraverso le scie di cadaveri che lascerà sulla sua strada.

## Distribuzione
Il film è stato distribuito nelle sale cinematografiche italiane a partire dal 15 settembre 2022.